# Фрідріх Ульріх Брауншвейг-Люнебурзький
Фрідріх Ульріх, герцог Брауншвейг-Люнебурзький (нім. Friedrich Ulrich, Herzog zu Braunschweig und Lüneburg, 5 квітня 1591—11 серпня 1634) — герцог Брауншвейг-Люнебурзький в 1613—1634 роках.

## Біографія

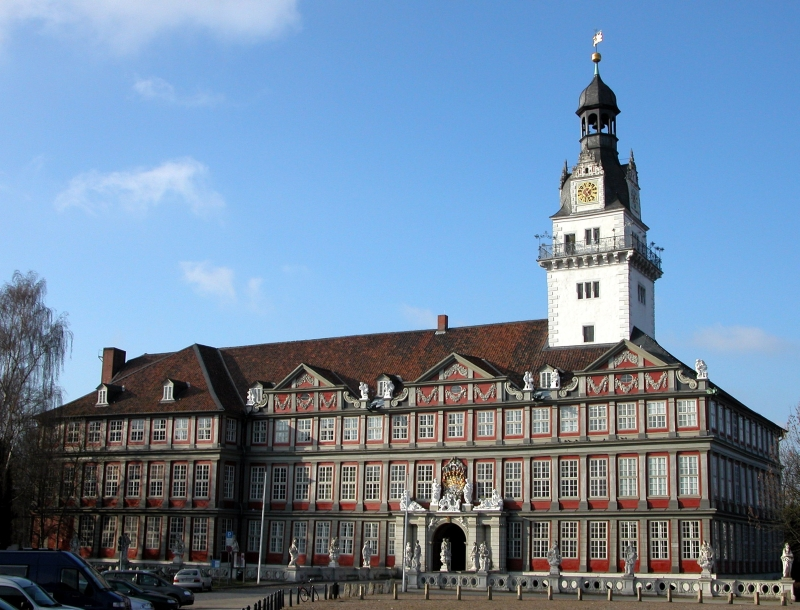
Вонфенбюттельський палац

Фрідріх Ульріх народився 5 квітня 1591 року у Вонфенбюттелі. Він був первістком в родині герцога Брауншвейг-Люнебурзького Генріха Юлія та його другої дружини, данської принцеси Єлизавети. В нього вже була старша зведена сестра Доротея Ядвіґа, донька батька від першого шлюбу із Доротеєю  Саксонською. За наступні двадцять років у спадкоємного принца з'явилося ще дев'ятеро рідних братів і сестер. 
Освіту Фрідріх здобув у Тюбінгенському та Гельмштедтському університетах. Після цього він здійснив мандрівку землями Англії та Франції.

Наслідував брауншвейзький престол у липні 1613 після смерті батька. Від нього принц успадкував пристрасть до алкоголю та великий державний борг, оскільки Генріх Юлій давно втратив контроль над фінансами. Фрідріх Ульріх мав виплатити замість нього 1,2 мільйони талерів.

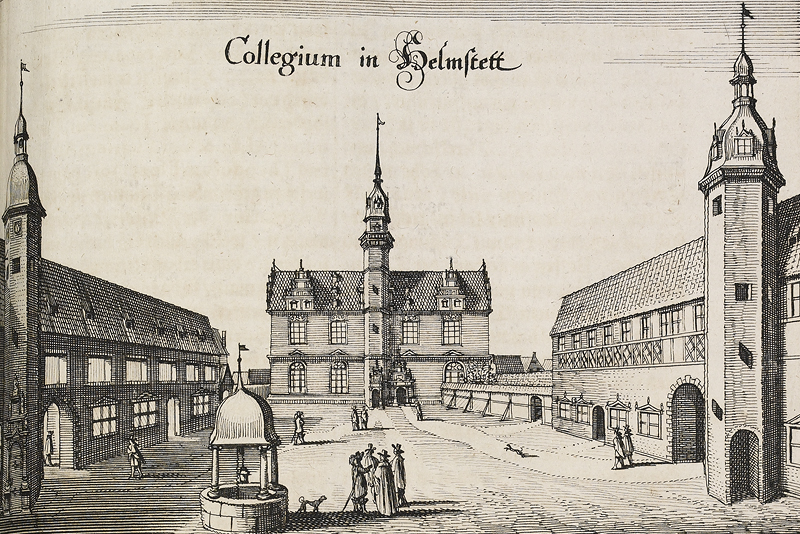
Гельмштедтський університет

Оскільки трону були потрібні спадкоємці, 4 вересня 1614 року Фрідріх побрався із 16-річною Анною Софією Бранденбурзькою, старшою донькою курфюрста Бранденбурга Йоганна III Сигізмунда. Весільну музику до цієї події написав Міхаель Преторіус. Шлюб виявився бездітним.
У 1615-му Фрідріх Ульріх мав військовий конфлікт з містом Брауншвейг, через те, що воно не визнавало його своїм сюзереном. Три місяці він безуспішно тримав Брауншвейг в облозі.
Наступного року герцог був усунений від влади своєю матір'ю і дядьком, королем Данії Кристіаном IV. Приводом слугувало постійне зловживання алкоголем і слабкий характер Фрідріха. Керівником уряду було призначено Антона Штрайтхорста, давнього соратника Генріха Юлія. Фрідріх Ульріх такому повороту лише зрадів і насолоджувався бездіяльністю та відсутністю відповідальності за державні справи. Але передача влади мала негативні наслідки. Економіка країни була зруйнована. Через карбування монети з дешевих металів в державі панувала інфляція. 

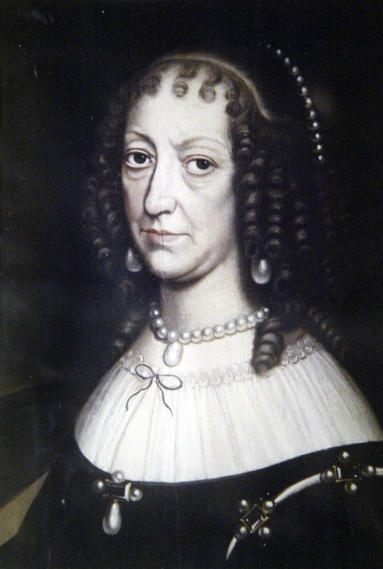
Анна Софія Бранденбурзька

1622 року Крістіан повернув Фрідріху всі повноваження. За допомогою шляхти герцог знову встановив контроль над урядом. Члени уряду Штрайхорста втекли із країни.
Під час Тридцятилітньої війни значна частина брауншвейзьких володінь була пограбована. Багато територій було захоплено католицькими військами на чолі з Йоганном Тіллі. В його армії служив також Франц Альбрехт Саксен-Лауенбурзьким, із яким Анна Софія Бранденбурзька підтримувала любовний зв'язок. Після сутички при Плессі серед трофеїв були знайдені компрометуючі герцогиню листи. Анна Софія втекла до двору свого брата Георга Вільгельма, тодішнього курфюрста Бранденбурга. Імператору Фердинанду II вона писала звідти, жаліючись на невідповідне ставлення чоловіка до неї. Георг Вільгельм, зі свого боку, також листувався з зятем.
Фрідріх Ульріх вимагав розлучення, Анна Софія відмовляла йому в цьому. Герцог помер в результаті нещасного випадку до винесення остаточного рішення з цього приводу.